# Батерик (виконт Асти)
Батерик (лат. Batericus, итал. Baterico; умер, возможно, не ранее 922) — виконт Асти около 880 года.

## Биография
О происхождении и ранних годах жизни Батерика достоверных сведений не сохранилось. Если верно сделанное Э. Хлавичкой предположение о тождественности этого Батерика с одноимённой персоной, упоминавшейся в документах 919 и 922 года, то виконт Асти принадлежал к знатному и богатому франкскому роду. Его отцом был Гуго, а женой — Адельбурга.
Единственный дошедший до нашего времени не вызывающий сомнения современный Батерику документ — составленная 1 августа 880 года хартия. В ней он назван виконтом графа Суппо II («in vice Supponi inluster comes» и «Baterico vicecomes»), к которому города Турин и Асти перешли в 876 году. В документе сообщается, что под председательством Батерика в Асти было проведено собрание местной знати, на котором было утверждено дарение некоего Гизельберта церкви Святого Секунда.
Известно, что с начала IX века графы Асти предоставляли право непосредственного управления городом местным ерископам и совету знатных горожан. Ответственными же перед графами за деятельность этих лиц были виконты. Вероятно, обладая обширными владениями в Итальянском королевстве, Суппо II должен был передать управление частью из них своим приближённым. Одной из таких персон и был Батерик.
Следующим после Батерика известным по имени правителем Асти был упоминавшийся во второй половине 880-х годов граф Одольрик, а виконтом — упоминавшийся в 900-х годах Ротберт.